# Pression de Laplace
« Loi de Laplace (capillarité) » redirige ici. Pour les autres significations, voir Loi de Laplace (probabilités) et Loi de Laplace (thermodynamique).
La pression de Laplace, ou pression capillaire, est la différence de pression entre les deux côtés d'une interface courbe séparant deux milieux fluides. Par extension, elle désigne aussi la différence de pression à travers une interface (courbe ou plane) séparant un milieu solide d'un milieu fluide.
La loi de Laplace, ou équation de Laplace-Young, relie la pression de Laplace à la courbure moyenne de l'interface et à sa tension superficielle. Ainsi, la pression est plus grande dans une goutte de pluie ou dans une bulle de savon que dans l'atmosphère qui l'entoure, et la différence de pression est d'autant plus grande que la goutte ou la bulle est plus petite.

## Définition

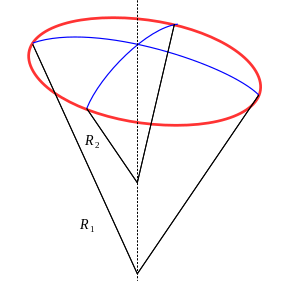
Courbure d'une surface en un point : on délimite une surface en traçant une ligne à distance constante du point, et on définit la courbure selon les deux directions principales orthogonales.

Lorsqu'il n'y a pas de transfert de matière au travers de l'interface et que les deux milieux sont au repos, la différence de pression entre ces deux milieux a et b s'écrit :
{\displaystyle P_{\mathrm {b} }-P_{\mathrm {a} }=\gamma \,\mathrm {div_{s}} {\vec {n}}}
où :
- {\displaystyle P_{\mathrm {a} }} et {\displaystyle P_{\mathrm {b} }}  sont les pressions dans les milieux a et b au niveau de l'interface (unité SI : pascal) ;
- {\displaystyle \gamma } est le coefficient de tension superficielle (unité SI : newton par mètre ou joule par mètre carré) ;
- {\displaystyle {\vec {n}}} est le vecteur normal (unitaire) à la surface dirigé vers l'extérieur de b ;
- {\displaystyle \mathrm {div_{s}} } est l'opérateur divergence appliqué le long de l'interface : {\displaystyle \mathrm {div_{s}} {\vec {n}}={\vec {\nabla }}_{\mathrm {s} }\cdot {\vec {n}}}.

Cette formule peut s'écrire en fonction de la courbure de l'interface :

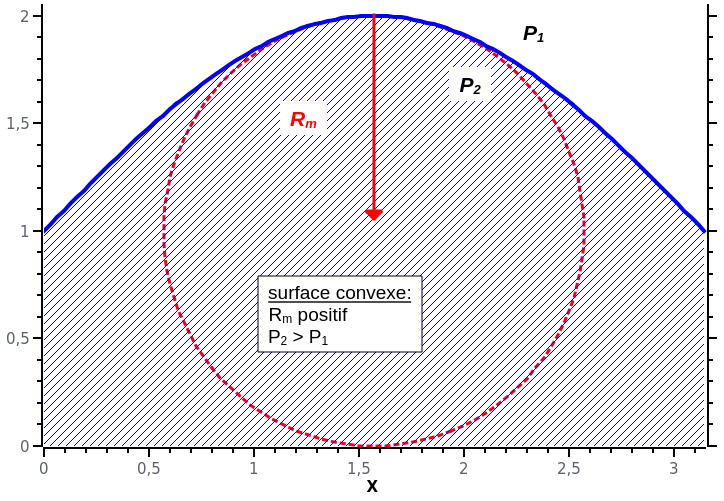
Schéma décrivant la convention utilisée pour définir un rayon de courbure positif.

{\displaystyle P_{\mathrm {b} }-P_{\mathrm {a} }=2\,\gamma \,H}
dans laquelle {\displaystyle H} est la courbure moyenne de l'interface (unité SI : mètre−1), considérée positive lorsque le centre de courbure est du côté du milieu b. Cette courbure moyenne peut-être définie comme la moyenne des courbures selon les deux directions principales de la surface. On obtient alors :
{\displaystyle P_{\mathrm {b} }-P_{\mathrm {a} }=\gamma \left({\frac {1}{R_{1}}}+{\frac {1}{R_{2}}}\right)}
où {\displaystyle R_{1}} et {\displaystyle R_{2}} sont les deux rayons de courbure selon deux directions orthogonales de la surface au point considéré. Par convention, elles sont comptées positivement quand le centre de courbure est du côté b.
Remarque : il faut faire attention car il y a plusieurs définitions et méthodes de détermination de la courbure et du rayon de courbure, ce qui peut conduire à des différences de signe (voir l'article sur la courbure d'un arc).

## Histoire
En 1804, Thomas Young présente devant la Royal Society of London une description de la capillarité. Cette présentation est publiée l'année suivante dans les Philosophical Transactions. Young y décrit très précisément la force qui attire le fluide vers le centre de courbure d'une surface, et il relie cette force à la somme des courbures selon deux directions orthogonales (il introduit ainsi la notion de courbure moyenne d'une surface). Young se basait sur les lois de l'hydrostatique pour relier les mesures d'ascension capillaire et l'angle de contact entre le fluide et la paroi du tube capillaire, par contre aucune analyse mathématique de la courbure n'était faite,.
L'année suivante, Laplace reprend les observations de Young,  et publie la Théorie de l'action capillaire en tant que supplément au tome 10 de son ouvrage Mécanique céleste. Il y présente une analyse mathématique de la courbure moyenne d'une surface qui permet de rendre compte des résultats de Young. C'est pourquoi on fait donc en général référence à l'équation de Laplace-Young.

## Applications

### Goutte sphérique
Dans le cas particulier d'une goutte sphérique, les deux rayons de courbure principaux, {\displaystyle R_{1}} et {\displaystyle R_{2}} sont égaux et identiques au rayon de la goutte. Cette loi peut alors s'écrire plus simplement :
{\displaystyle P_{2}-P_{1}=2{\frac {\gamma }{R}}}
où :
- {\displaystyle P_{1}} est la pression du côté extérieur (convexe) ;
- {\displaystyle P_{2}} est la pression du côté intérieur (concave) ;
- {\displaystyle R} est le rayon de la goutte.

### Bulle de savon
La pression de Laplace est à l'origine de la sphéricité des bulles de savon : la pression est uniforme dans la bulle ce qui lui donne sa forme sphérique. Pour calculer la pression dans la bulle de savon, il faut prendre en compte le fait qu'il y a deux interfaces : une interface entre l'air à l'intérieur de la bulle et le liquide, puis une interface entre le liquide et l'air à l'extérieur à la bulle. On a donc pour chaque interface :
{\displaystyle P_{2}-P_{\rm {liq}}=2{\frac {\gamma }{R_{\rm {int}}}}\qquad \mathrm {et} \qquad P_{\rm {liq}}-P_{1}=2{\frac {\gamma }{R_{\rm {ext}}}}}
{\displaystyle P_{\rm {liq}}} étant la pression dans le liquide, {\displaystyle R_{\rm {int}}} et {\displaystyle R_{\rm {ext}}} les rayons intérieurs et extérieurs du film sphérique de liquide. L'épaisseur de ce film liquide étant très faible par rapport au rayon de la bulle, on peut faire l'approximation que {\displaystyle R_{\rm {int}}=R_{\rm {ext}}=R}, on peut alors calculer la différence de pression entre l'intérieur et l'extérieur :
{\displaystyle P_{2}-P_{1}=4{\frac {\gamma }{R}}}
où {\displaystyle P_{1}} est la pression atmosphérique à l'extérieur de la bulle et {\displaystyle P_{2}} la pression dans la bulle.

### Ascension capillaire
On plonge l'extrémité d'un tube capillaire dans un liquide au repos (avec une surface plane). Si le liquide mouille le tube, il se forme un ménisque concave dans le tube et le liquide monte dans le tube. Ceci est lié au fait que le ménisque forme une surface courbée, la pression dans le liquide est inférieure à la pression atmosphérique, ce qui fait monter le liquide dans le tube.
Ce phénomène est décrit par la loi de Jurin :
{\displaystyle \rho gh=2{\frac {\gamma }{R}}}
où {\displaystyle \rho } désigne la masse volumique du liquide, {\displaystyle g} l'accélération de la pesanteur et {\displaystyle h} la différence de hauteur entre la surface plane et le ménisque.
En supposant que le ménisque forme une demi-sphère, on peut calculer son rayon de courbure :
{\displaystyle R={\frac {r}{\cos \theta }}}
où {\displaystyle \theta } désigne l'angle de contact entre le liquide et le tube et {\displaystyle r} le rayon de ce tube.